# Taxus
Taxus este un gen de tisă, conifere mici sau arbuști din familia Taxaceae.

## Legături externe
- „Taxus” în Dicționar dendrofloricol la DEX online